# Olympische Winterspiele 1936/Teilnehmer (Bulgarien)
| Gelbes Symbol für Goldmedaillen mit stilisierten Olympischen Ringen | Graues Symbol für Silbermedaillen mit stilisierten Olympischen Ringen | Braundes Symbol für Bronzemedaillen mit stilisierten Olympischen Ringen |
| ------------------------------------------------------------------- | --------------------------------------------------------------------- | ----------------------------------------------------------------------- |
| —                                                                   | —                                                                     | —                                                                       |

Bulgarien nahm an den IV. Olympischen Winterspielen 1936 in Garmisch-Partenkirchen mit einer Delegation von 7 Athleten teil. Dies war die erste Teilnahme von bulgarischen Sportlern bei Olympischen Winterspielen. Die Athleten nahmen an zwei Sportarten teil und konnten keine Medaille erringen.
Der jüngste bulgarische Starter war der 19-jährige Bojan Dimitrow und der älteste war der 31-jährige Iwan Angelakow. Während Dimitrow im Ski Alpin an den Start ging, startete Angelakow im Skilanglauf.

## Teilnehmer nach Sportarten

### Ski alpin
Bulgarien nahm an den erstmals ausgetragenen Wettbewerben im Ski Alpin mit drei Startern teil und alle Starter wurde im Laufe des Wettbewerbes disqualifiziert. 
| Athleten          | Wettbewerb         | Abfahrt     | Abfahrt | Slalom      | Slalom      | Slalom      | Slalom      | Slalom | Gesamt       | Gesamt |
| Athleten          | Wettbewerb         | Zeit        | Rang    | Durchgang 1 | Durchgang 1 | Durchgang 2 | Durchgang 2 | Rang   | Gesamtpunkte | Rang   |
| Athleten          | Wettbewerb         | Zeit        | Rang    | Zeit        | Strafzeit   | Zeit        | Strafzeit   | Rang   | Gesamtpunkte | Rang   |
| ----------------- | ------------------ | ----------- | ------- | ----------- | ----------- | ----------- | ----------- | ------ | ------------ | ------ |
| Männer            |                    |             |         |             |             |             |             |        |              |        |
| Bojan Dimitrow    | Alpine Kombination | DSQ         | DSQ     | DSQ         | DSQ         | DSQ         | DSQ         | DSQ    | DSQ          | DSQ    |
| Borislaw Jordanow | Alpine Kombination | 06:06,4 min | 30      | 2:06,1 min  | 0:06 min    | DSQ         | DSQ         | DSQ    | DNF          | DNF    |
| Assen Zankow      | Alpine Kombination | 10:53,2 min | 53      | 2:13,5 min  | 0:06 min    | DSQ         | DSQ         | DSQ    | DNF          | DNF    |

### Skilanglauf
Im Skilanglauf nahm Bulgarien mit vier Startern teil, welche alle im Rennen über die 18 Kilometer eingesetzt wurden. Dort konnten alle Teilnehmer nur hintere Plätze belegen und in der Staffel belegten die Bulgarien mit den 15, Platz, weil die Türkei das Rennen nicht beendete, den letzten Platz.
| Athleten                                                       | Wettbewerb | Zeit      | Rang |
| -------------------------------------------------------------- | ---------- | --------- | ---- |
| Männer                                                         |            |           |      |
| Iwan Angelakow                                                 | 18 km      | 1:41:44 h | 66   |
| Dimitar Kostow                                                 | 18 km      | 1:42:22 h | 68   |
| Christo Kotschow                                               | 18 km      | 1:32:30 h | 53   |
| Ratscho Schekow                                                | 18 km      | 1:43:11 h | 70   |
| Iwan Angelakow Dimitar Kostow Christo Kotschow Ratscho Schekow | Staffel    | 3:29:39 h | 15   |